# ییپ من
ایپ من (چینی: 葉問، پین‌یین: yè wèn؛ ۱ اکتبر ۱۸۹۳–۲ دسامبر ۱۹۷۲)، نخستین استاد هنرهای رزمی بود که «وینگ چون کونگ فو» را به‌طور عمومی در هنگ کنگ آموزش داد.
ایپ من یک استاد بزرگ کونگ فو در چین بود. وی نخستین کسی بود که کونگ فو را به طور عمومی بین مردم هنگ کنگ آموزش داد. ایپ من شاگردان زیادی را تربیت کرد که می توان از بروس لی به عنوان موفق ترین و معروف ترین شاگرد او یاد کرد. او در ۲ دسامبر ۱۹۷۲ به دلیل سرطان سر و گردن درگذشت.

## زندگی‌نامه
وی در سال۱۸۹۳ در کوانتونگ متولد شد، از ابتدای جوانی به آموزش هنرهای رزمی پرداخت و سه فرم مختلف «وینگ چون» را نزد سه استاد متخصص در هر فرم، فرا گرفت. ایشان تعلیماتش را زیر نظر «چان واه سون» شروع کرد. وی نخستین مربی از سه نفری است که به ایپ من «وینگ چون» را آموختند. ایپ من تعلیماتش را در سن بسیار کم آغاز کرد و چان وی را به عنوان  جوان ترین و آخرین شاگردش پذیرفت.
ایپ من به سه نفر فرم تعلیم هنرهای رزمی داد که یکی از آنها لی جون فان ملقب به بروس لی بود.
ایپ من تا زمان مرگ چان در سال ۱۹۰۵ زیر نظر او تعلیم می‌دید. پس از آن وینگ چون را با «ان جی چونگ سو» یکی از پیروان برگزیده «چان» ادامه داد. بعد از دو سال، ایپ فوشان را ترک کرد و به هنگ کنگ رفت و برای پیگیری تحصیلاتش در کالج سنت استفان ثبت نام کرد. زمانی که ایپ در کالج بود یکی از هم کلاسی‌هایش وی را تشویق به مبارزه با یک کونگ فو کار پیری کرد که در قایقی در خلیج کنگ زندگی می‌کرد. ایپ این کار را کرد و به جستجوی آن مرد پیر رفت و او را به مبارزه طلبید. پیرمرد پذیرفت که با او مبارزه کند. با وجود شهرت ایپ به عنوان مبارزی بی همتا، پیرمرد وی را به‌طور ماهرانه ای شکست داد. ایپ پس از شکست فهمید که آن پیرمرد استاد لیونگ بیک یکی از نوادگان مستقیم دودمان اصلی وینگ چون است.
پس از مبارزه و مغلوب شدن، لیونگ او را به عنوان تنها شاگردش در این هنر برگزید و باعث پیشرفت بیش از پیش وینگ چون شد. وی هم اصول تئوری ایپ را گسترش داد و هم تکنیک‌های او را تصحیح کرد. ایپ در سن ۲۴ سالگی به خانه اش بازگشت و به عنوان پلیس محلی منطقه نامهوئی مشغول به کار شد. ایپ به عنوان افسر مجری قانون، چندین سال کار کرد و در اوقات فراغت نیز به آموزش وینگ چون می‌پرداخت. اما همیشه در تطابق با سنت‌های وینگ چون، آموزش آن را تنها به تعداد کمی از شاگردانی که با دقت انتخاب شده بودند محدود می‌کرد.
ایپ این روش را تا تسلیم شدن چین در برابر انقلاب کمونیستی در سال ۱۹۴۹ ادامه داد. گزارش‌های تاریخی این چنین نشان می‌دهد که در قیامی مردمی، ایپ احساس کرد مجبور است از سرزمین اصلی چین به هنگ کنگ بگریزد. در هر صورت در ۵۴ سالگی ایپ خانه و خانواده اش را ترک کرد و این شانس را پیدا کرد که مخفیگاهی در ساحل بیابد.
در آن زمان، هنوز وینگ چون خصوصاً در مناطق انگلیسی‌نشین، ناشناخته بود. استاد شروع به آموزش کرد، منتهی فقط به چینی‌ها و با روشی بسیار سنتی. او شاگردان بسیار کمی را پذیرفت و با روشی به مراتب ساده و بی پیرایه به تدریس مشغول شد. او نخستین مدرسه عمومی وینگ چون را در اواخر سالهای دهه ۱۹۶۰ میلادی باز کرد و قبل از بازنشستگی، ایپ من کانون ورزشی وینگ چون را در هنگ‌کنگ بنیانگذاری کرد که نخستین مؤسسه رسمی هنرهای رزمی قرن بیست به‌شمار می‌آمد. وی پس از بازنشستگی " لئونگ تینگ " را به عنوان شاگرد ارشد و جانشین خود برای اداره این کانون معرفی کرد. استاد ایپ من در طی سال‌ها فعالیت آموزشی شاگردان زیادی را تربیت کرد که یکی از معروفترین آنها بروس لی بود.

## تاریخچه
ییپ من، در تمام دوران زندگیش، قهرمان وینگ چان کونگ‌فو بود. شهرت امروز «وینگ چان کونگ‌فو» به دلیل احساس مسئولیتی بود که او در قبال پیشرفت این هنر داشت. ییپ من، نخستین سیفوئی بود که مدرسه‌ای در این رشته افتتاح کرد که قابل دسترس برای عموم بود. او خیلی زود آموزش خود را، زیر نظر استاد چان وا (نخستین استاد از سه استاد وینگ چان که به تعلیم او پرداختند)، آغاز نمود. استاد چان او را به‌عنوان جوان‌ترین و آخرین شاگردش پذیرفت. ییپ، زیر نظر استاد چان تا زمان مرگ استاد در سال ۱۹۰۵ آموزش دید. پس از آن، آموزش خود را با استاد «ان جی چانگ سو»، یکی از شاگردان عالی چان ادامه داد. پس از گذشت بیش از دو سال تحصیل، ییپ، فوشان را به قصد هنگ‌کنگ ترک و برای ادامه تحصیلات آکادمیک، در کالج سنت استفن در استنلی ثبت نام کرد.

## آشنایی با کیف

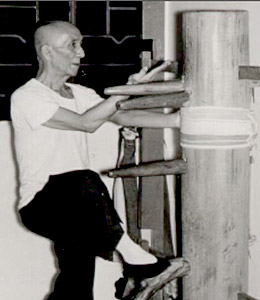
ییپ من

یکی از هم‌کلاسی‌های ایپ من که از پیشینهٔ او در کونگ‌فو باخبر شده بود، او را تشویق کرد تا با کونگ‌فوکار باسابقه‌ای که در قایقی در خلیج هنگ‌کنگ زندگی می‌کرد، مبارزه کند.
ایپ قبول کرد و در اسرع وقت به جستجوی او پرداخت و آن مبارز زبردست را به مبارزه طلبید. او نیز دعوت ایپ را پذیرفت و علی‌رغم شهرت زیاد ییپ به‌عنوان یک مبارز کم‌نظیر، او را با مهارت شکست داد. ایپ بعد از این شکست، فهمید که این مرد، در واقع استاد لی یونگ بیک Leung Bik، نخستین نوه خاندان وینگ چان که به خودِ «وینگ چان» برمی‌گشت، بوده‌است. پس از مبارزه، لی یونگ، ایپ را به‌عنوان تنها شاگرد خویش در این هنر پذیرفت و سبب پیشرفت او در هنر وینگ چان، در هر دو زمینهٔ تئوری و تکنیکی گشت. ییپ در سن ۲۴ سالگی به فوشان بازگشت و مقام فرماندهی پلیس گشت محلی نام هوی Nomhoi را برعهده گرفت. او برای سال‌های متوالی به‌عنوان مأمور اجرای قانون انجام وظیفه کرد و در وقت‌های آزادش سبک وینگ چان را آموزش داد، اما همواره برطبق سنت وینگ چان، آموزش‌هایش را به تعداد اندکی از دانش‌آموزان که با دقت گزینش شده بودند محدود می‌کرد. ییپ به این روش خود ادامه داد تا این‌که چین در سال ۱۹۴۹ با انقلاب کمونیستی از پای درآمد.

## انقلاب کمونیستی
همزمان با انقلاب کمونیستی در چین، ییپ در سن ۵۴ سالگی خانواده خویش را ترک و به هنگ‌کنگ اشغال شدهٔ بریتانیا بازگشت. ییپ وقتی تنها و بی‌چیز به هنگ‌کنگ رسید، با فقر شدیدی روبه‌رو شد. او مجبور شد که بلافاصله از مهارت‌های رزمی‌اش برای امرار معاش استفاده کند. ییپ تصمیم گرفت رسم محدودیت آموزش وینگ چان را که فقط برای تعداد اندکی از افراد گزینش شده میسر بود را زیر پا بگذارد و مدرسه ملی وینگ چان را در ساختمان اتحادیه برای کارگران رستوران افتتاح کند. اگرچه ییپ من، تکنیک‌ها و اصول تدریس خود را در هنگ‌کنگ پایه‌ریزی کرد، اما موفق شد همراه با آن، بذرهای یک هنر رزمی انقلابی را که با تلاش تعدادی از دانش‌آموختگان ایجاد کرده بود، به سرتاسر دنیا توسعه دهد. با وجود این‌که ییپ من هرگز خارج از منطقه نفوذ چین آموزش نداد، شاگردانش روش وینگ چان را به سرتاسر جهان انتقال دادند. لئونگ تینگ در آلمان و سراسر اروپا به کمک ارشدترین هنرجوی خود کرنشپشت و بروس لی را می‌توان نام برد. در حوزه هنر رزمی وینگ چان، نسبت به سایر استادان، از استاد بزرگ ییپ من، بسیار با احترام یاد می‌شود. او تا هنگام مرگش در سال ۱۹۷۲، یک استاد بی‌نظیر در این هنر بود. شهرت ییپ من به سبب آموزش و تحولی بود که در سبک وینگ چان ایجاد کرد و آن را از یک سیستم رزمی نامفهوم (که تنها در چین شناخته شده بود) به یک سبک کونگ‌فوی کاربردی و اجتماعی مشهور در سطح جهان تبدیل کرد که تاکنون توسط هزاران نفر مطالعه شده‌است.